# Gula flottan

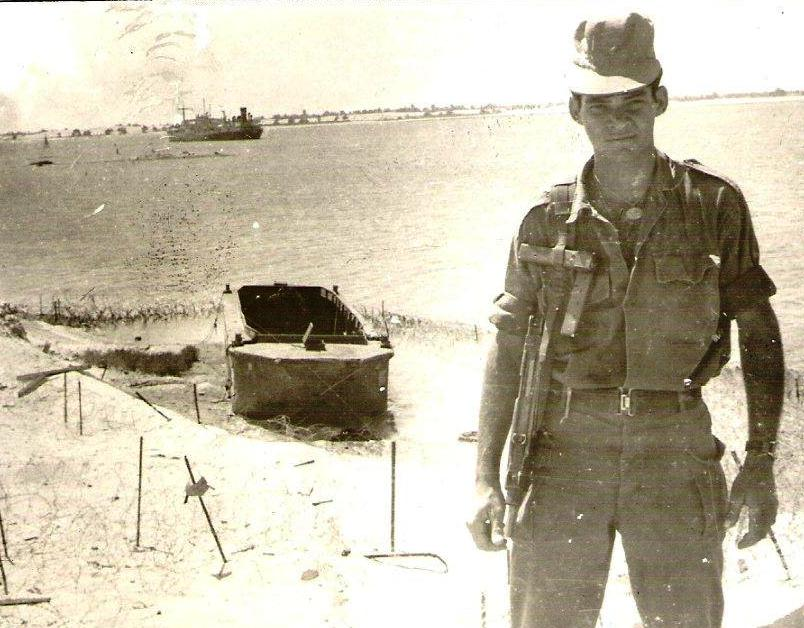
Suezkanalen efter sexdagarskriget med ett instängt fartyg i bakgrunden.

Gula flottan var beteckningen på en grupp fartyg som stängdes inne i Suezkanalen under sexdagarskriget 1967 och låg kvar i åtta år.
Den 6 juni 1967 stängde egyptiska trupper av Suezkanalen genom att sänka fartyg i båda mynningarna. Den konvoj på femton fartyg som var på väg norrut genom kanalen blev instängd och de flesta fartygen ankrade upp i Stora Bittersjön. Amerikanska SS Observer ankrade dock upp i Timsah.
Namnet Gula flottan fick de efter ökensanden som snart täckte däcken på fartygen som kom från sju olika länder; Storbritannien, USA, Sverige, Polen, Västtyskland, Frankrike, Bulgarien och Tjeckoslovakien.

## Great Bitter Lake Association
I oktober 1967 träffades befäl och besättningsmän från alla fartygen ombord på brittiska Melampus. De bildade  organisationen Great Bitter Lake Association (GBLA) för att kunna hjälpa varandra på olika sätt. Besättningarna fortsatte att träffas på de olika fartygen och efterhand utvecklades ett eget flytande lokalsamhälle med både biograf, gudstjänstlokal och pool. Man anordnade olika idrottstävlingar, bland annat Bitter Lake Olympic Games, en lokal variant av olympiska sommarspelen 1968, segeltävlingar och fotbollsmatcher.
GBLA hade också ett eget postverk med egna handgjorda frimärken och stämplar. Brev från Gula flottan skickades till hela världen och har blivit populära samlarobjekt.

## Avveckling
Besättningarna minskades efterhand till ett minimum och byttes ut var tredje månad. År 1969 flyttades fartygen ihop och lades i grupper som sköttes av var sitt manskap.
Amerikanska African Glen sänktes av en israelisk raket under Jom Kippurkriget 1973. Efter vapenvilan året efter röjdes kanalen upp och kunde, efter ett års renovering, öppna för trafik i juni 1975.
Många av fartygen var inte trafikdugliga efter att ha legat för ankar i åtta år. De svenska fartygen M/S Killara och M/S Nippon, som båda hade sålts till Grekland, bogserades till Pireus i maj 1975 för att rustas upp igen för nya ägare. De västtyska fartygen Münsterland och Nordwind tog sig fram för egen maskin och anlände till Hamburg 24 maj 1975 med lasten i gott behåll. Münsterlands resa från Australien tog åtta år, tre månader och fem dagar vilket är den längsta tiden för en sjötransport någonsin.